# Hans-Georg Koppensteiner
Hans-Georg Koppensteiner  (* 15. Juni 1936 in Ansbach; † 24. Februar 2025) war ein deutsch-österreichischer Rechtswissenschaftler und Universitätsprofessor für Österreichisches und Internationales Handels- und Wirtschaftsrecht sowie Bürgerliches Recht der Universität Salzburg.

## Leben
Während des Studiums wurde Koppensteiner Mitglied der Tübinger Burschenschaft Derendingia. Seine Promotion erfolgte an der Universität Tübingen mit einer Arbeit zum Thema Das Subventionsverbot im Vertrag über die Europäische Gemeinschaft für Kohle und Stahl im Jahr 1964/1965. Das Studium an der UC Berkeley School of Law und Erwerb des Grades eines Master of Law kam im gleichen Jahr. Seit 1966 war er Assistent von Kurt Biedenkopf in Bochum.
Koppensteiner habilitierte sich 1970 mit der Arbeit Internationale Unternehmen im deutschen Gesellschaftsrecht an der Ruhr-Universität Bochum. Er erhielt die Venia legendi für die Fächer: Bürgerliches Recht, Handels- und Wirtschaftsrecht, IPR und Rechtsvergleichung, Europarecht. 1971 wurde er an die Universität Salzburg berufen. Anschließend hatte er diverse Gastprofessuren und bekam als Auszeichnung ein Goldenes Ehrenzeichen des Landes Salzburg. Rufe an die Universitäten Mannheim und Graz lehnte er ab. Ab 1997 war er Mitglied der philosophisch-historischen Klasse der Österreichischen Akademie der Wissenschaften. 2004 wurde er emeritiert.

## Schriften (Auswahl)
- Wettbewerbsrecht: Grundlagen und Markenrecht. 4. Auflage, LexisNexis, Wien 2021, ISBN 978-3-7007-7977-3.
  - zuvor als Österreichisches und europäisches Wettbewerbsrecht: Wettbewerbsbeschränkungen, unlauterer Wettbewerb, Marken. 3. Auflage, Orac, Wien 1997, ISBN 978-3-7007-1054-7.
- mit Friedrich Rüffler: GmbH-Gesetz: Kommentar. 3. Auflage, LexisNexis, Wien 2007, ISBN 978-3-7007-3753-7.
- Bankenaufsicht und Bankengruppen. Müller, Heidelberg 1991, ISBN 978-3-8114-3991-7.
- Bankenaufsicht und Unternehmensverbindung, Orac, Wien 1991, ISBN 978-3-85136-012-7.
- mit Ernst A. Kramer: Ungerechtfertigte Bereicherung. 2. Auflage, de Gruyter, Berlin 1988, ISBN 3-11-009755-9.
- Internationale Unternehmen im deutschen Gesellschaftsrecht. Athenäum, Frankfurt am Main 1971, ISBN 3-7890-9823-X (zugl. Habilitationsschrift, Universität Bochum).
- Das Subventionsverbot im Vertrag über die Europäische Gemeinschaft für Kohle und Stahl, Nomos, Baden-Baden 1965 (zugl. Dissertation, Universität Tübingen).